# Franck Kessié
Franck Yannick Kessié (n. 19 decembrie 1996, Ouaragahio, Gôh-Djiboua District⁠(d), Coasta de Fildeș) este un fotbalist ivorian, care joacă pe post de mijlocaș la Al-Ahli în Liga Profesionistă din Arabia Saudită. Pe plan internațional, are prezențe la națională pentru Coasta de Fildeș U17⁠(d) și Coasta de Fildeș.